# DS Automobiles
DS або DS Automobiles — автомобільний преміум-бренд французької Groupe PSA.

## Історія
З 2009 по 2014 рік оригінальні DS були найдорожчими моделями в лінійці Citroën. В червні 2014 року він став самостійним брендом. Назва походить від автомобіля Citroën DS, що виготовлявся в період між 1955 і 1975 роками.
Лінія DS була представлена спочатку в Європі трьома моделями і сегментами: (Citroën) DS 3 (міський), DS 4 (компактний) і DS 5 (кросовер). З 2014 року бренд DS став незалежним і почав розробляти моделі DS 4S (хетчбек), DS 5LS (седан) і DS 6 (спортивний позашляховик), які не продаються в Європі, а також DS 5, DS 4 і DS 3, які отримули нову решітку радіатора з логотипом «DS», без посилань на Citroën.
Починаючи з 2011 року, лінія Citroën DS успішно бере участь в світових чемпіонатах з ралі та інших спортивних змаганнях.

## Галерея

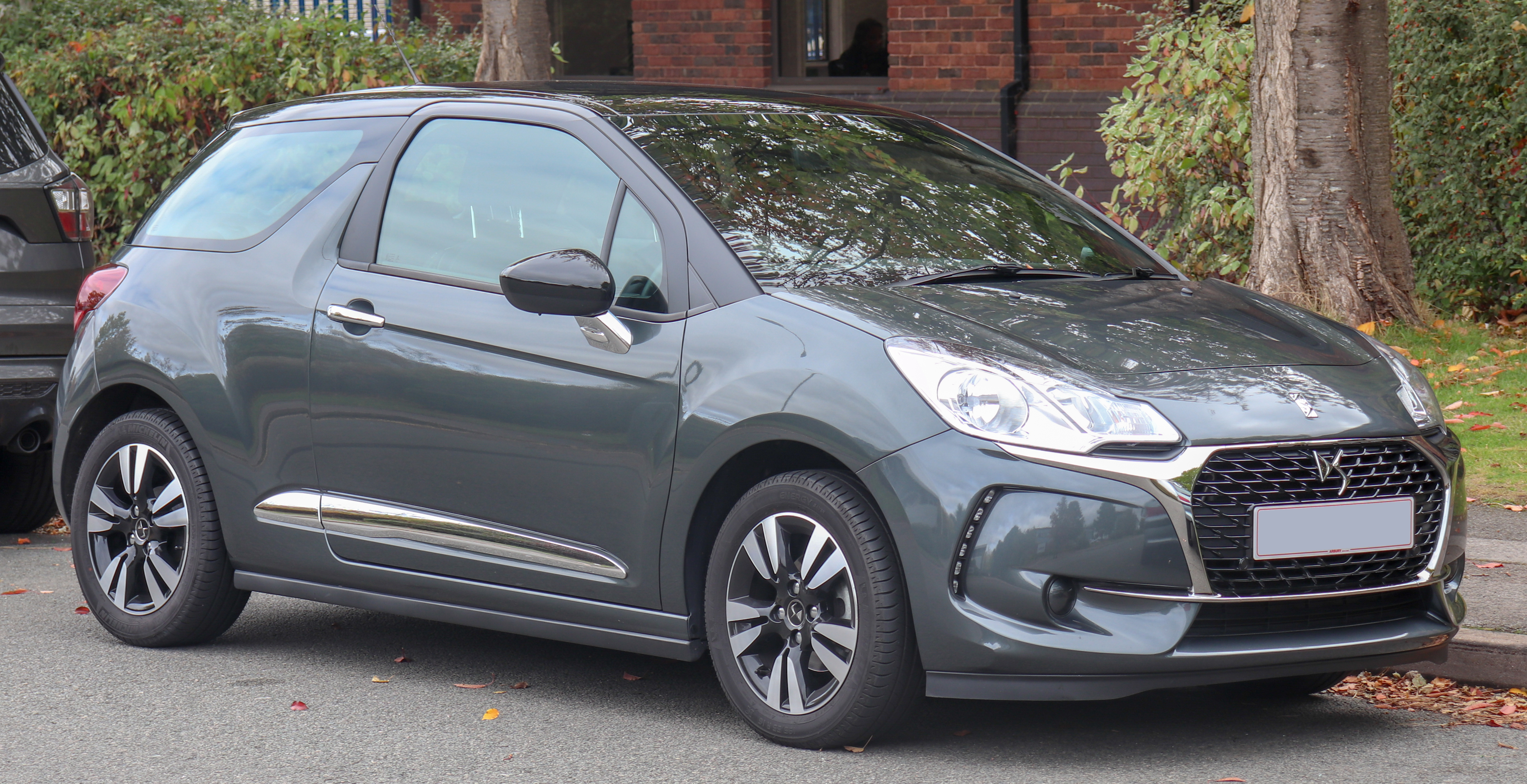
DS 3
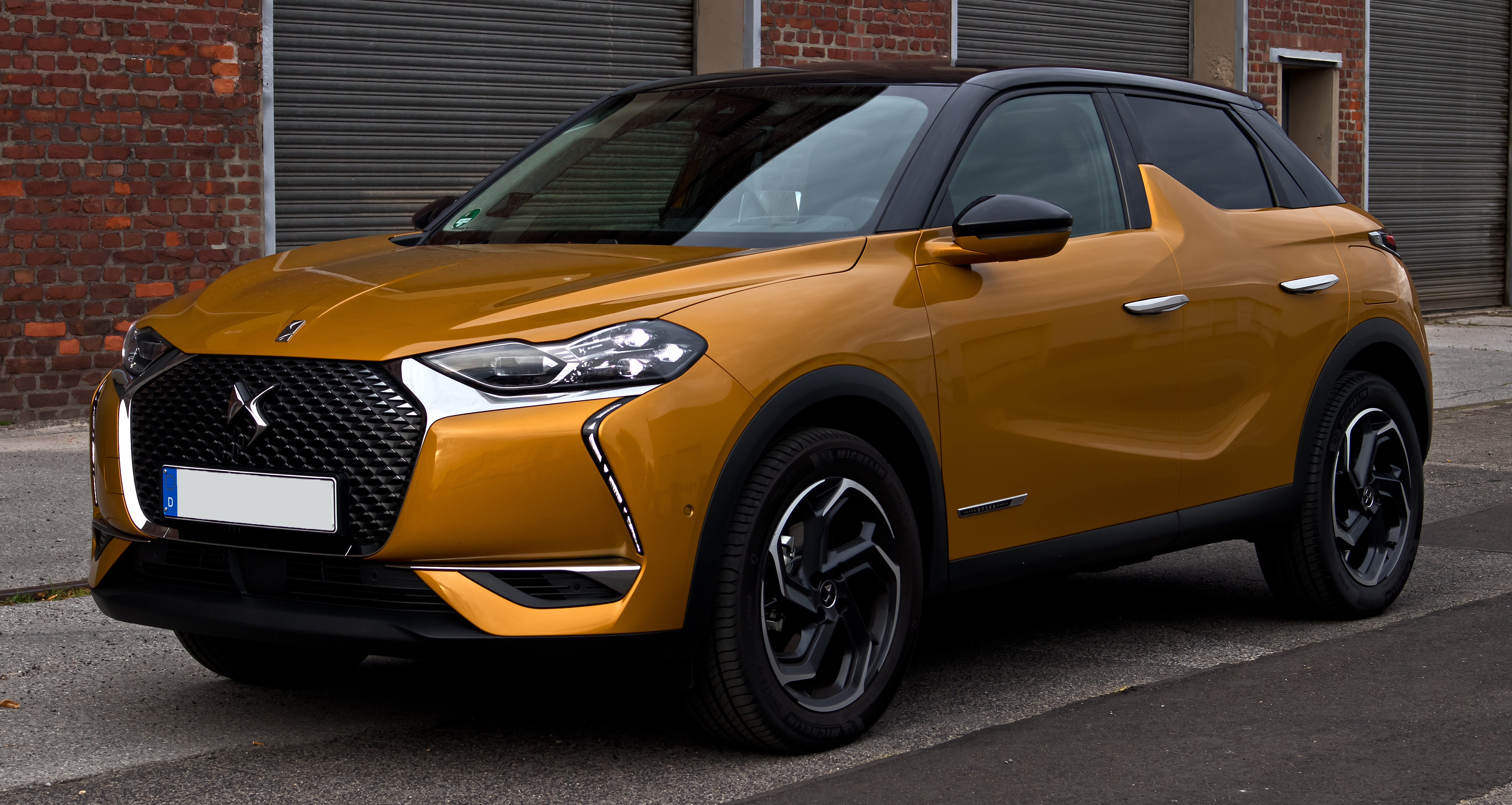
DS3 Crossback
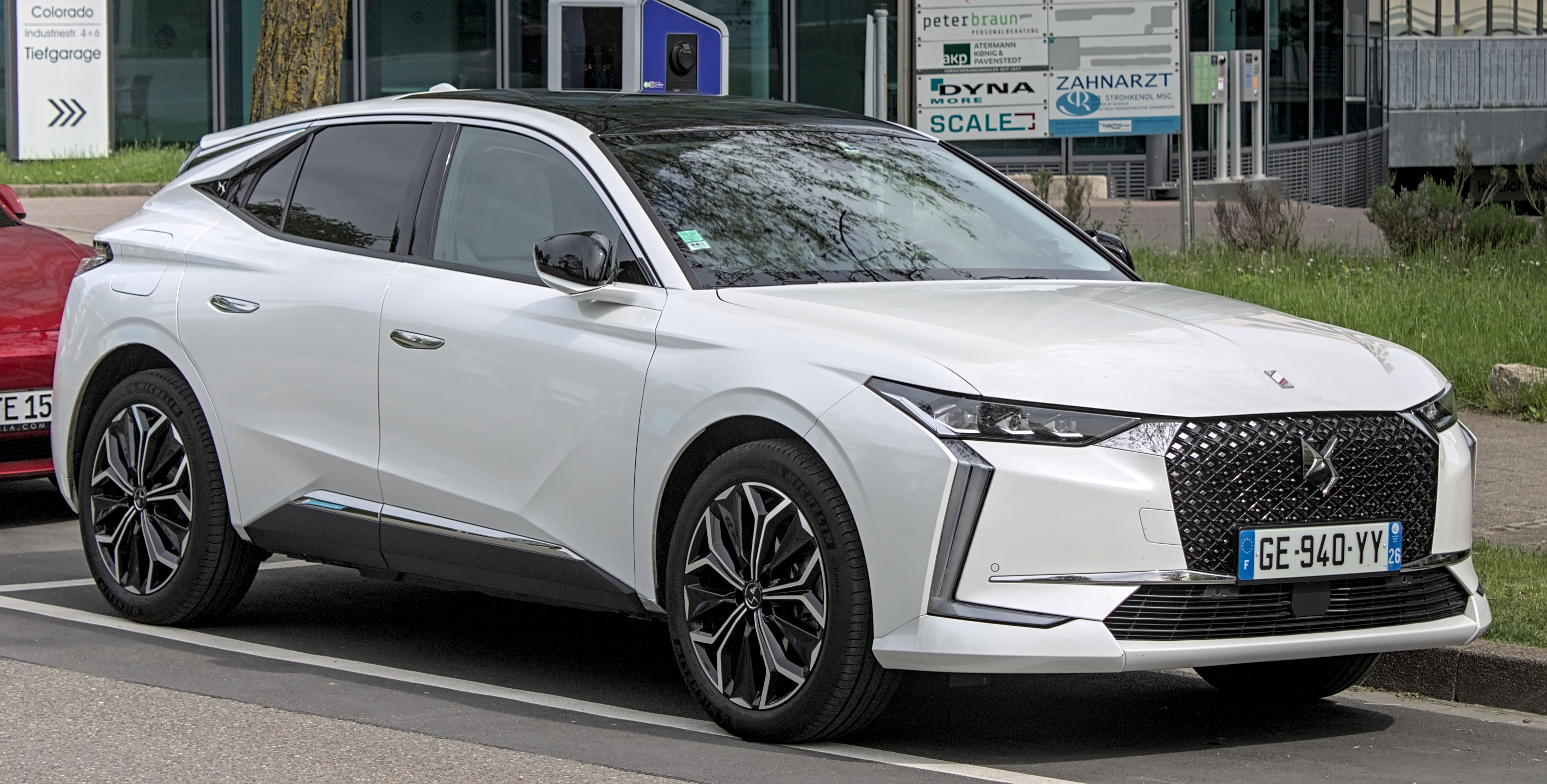
DS 4
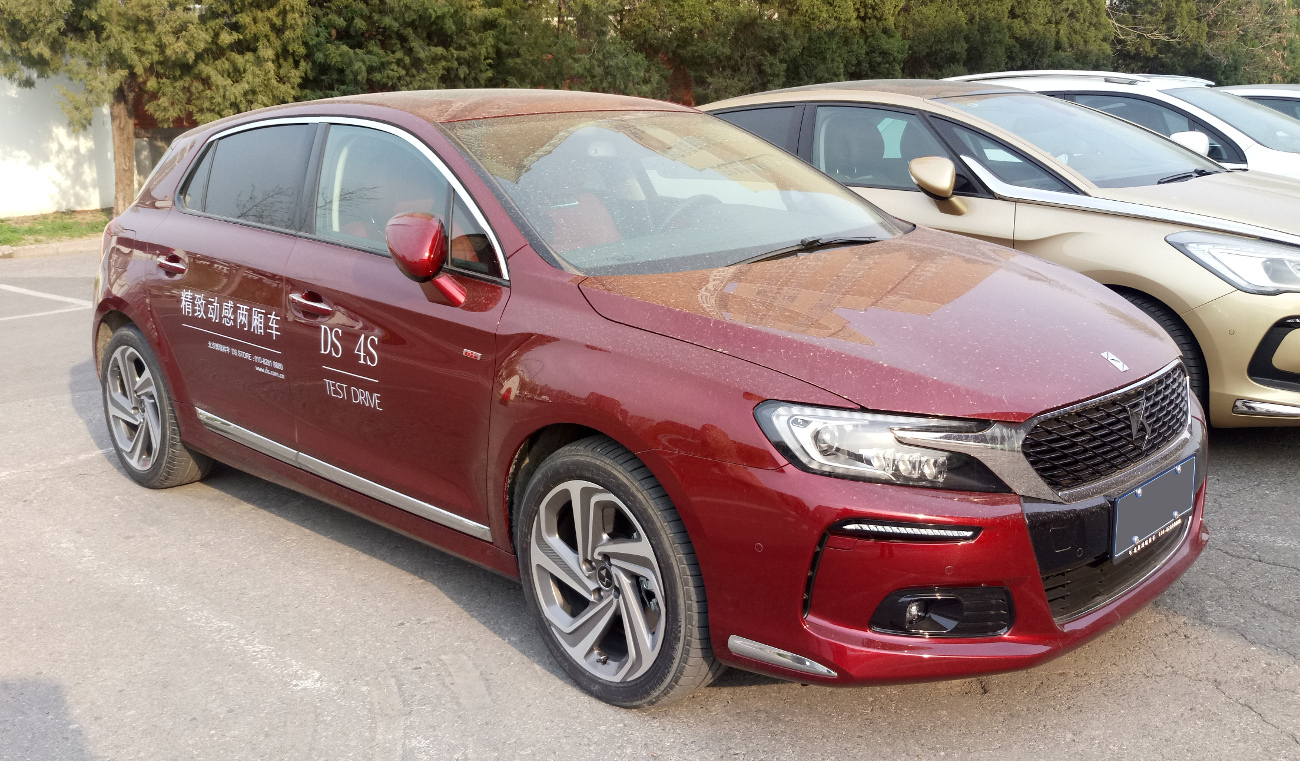
DS 4S
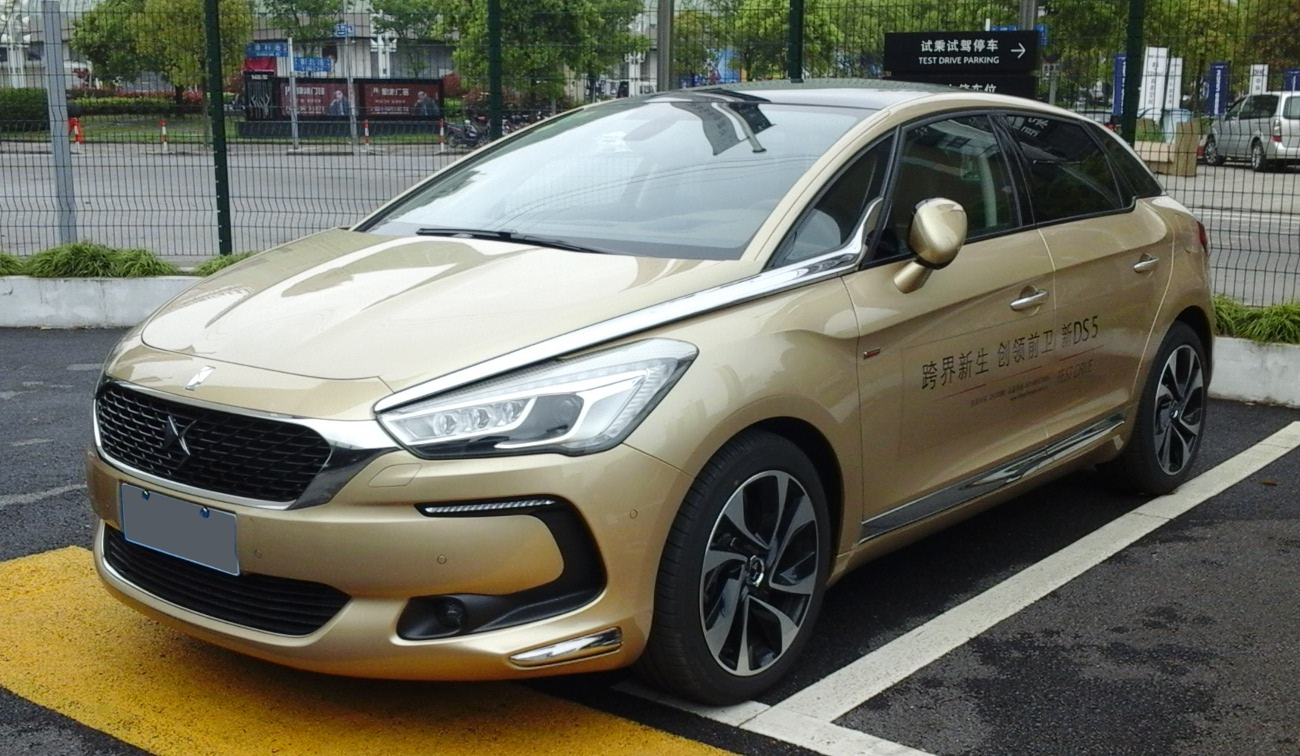
DS 5
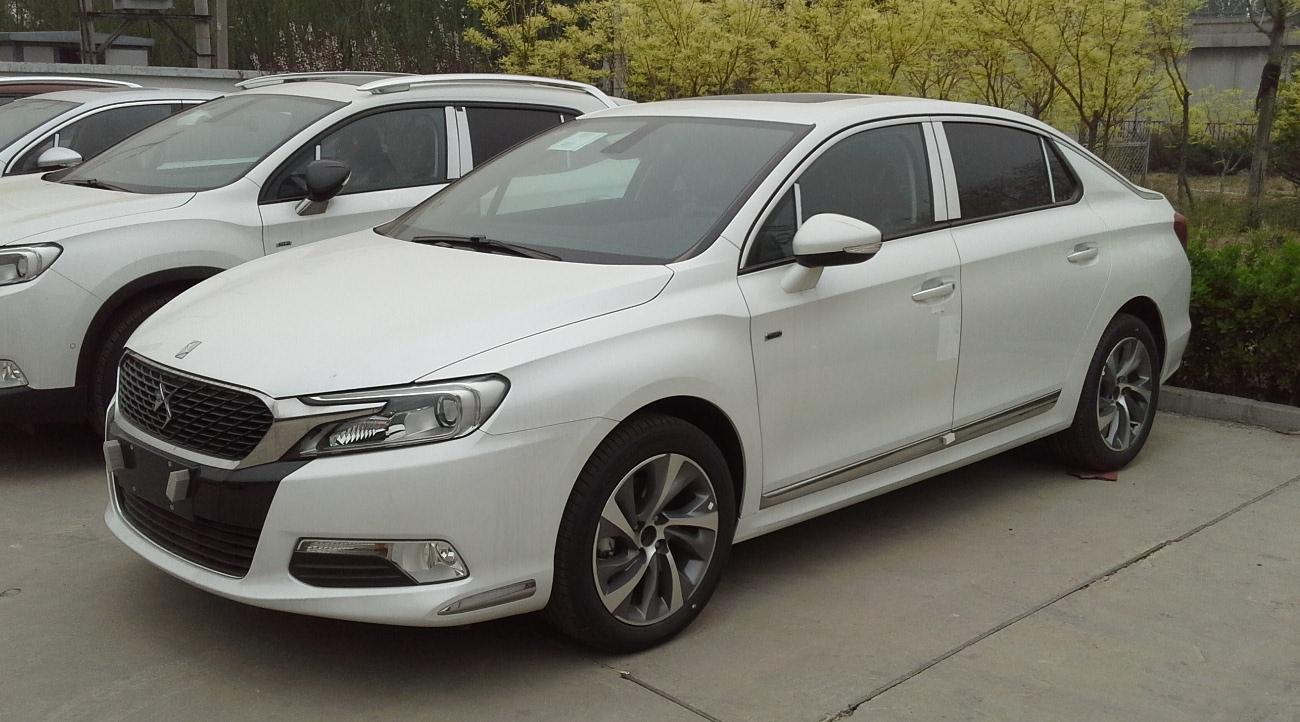
DS 5 LS
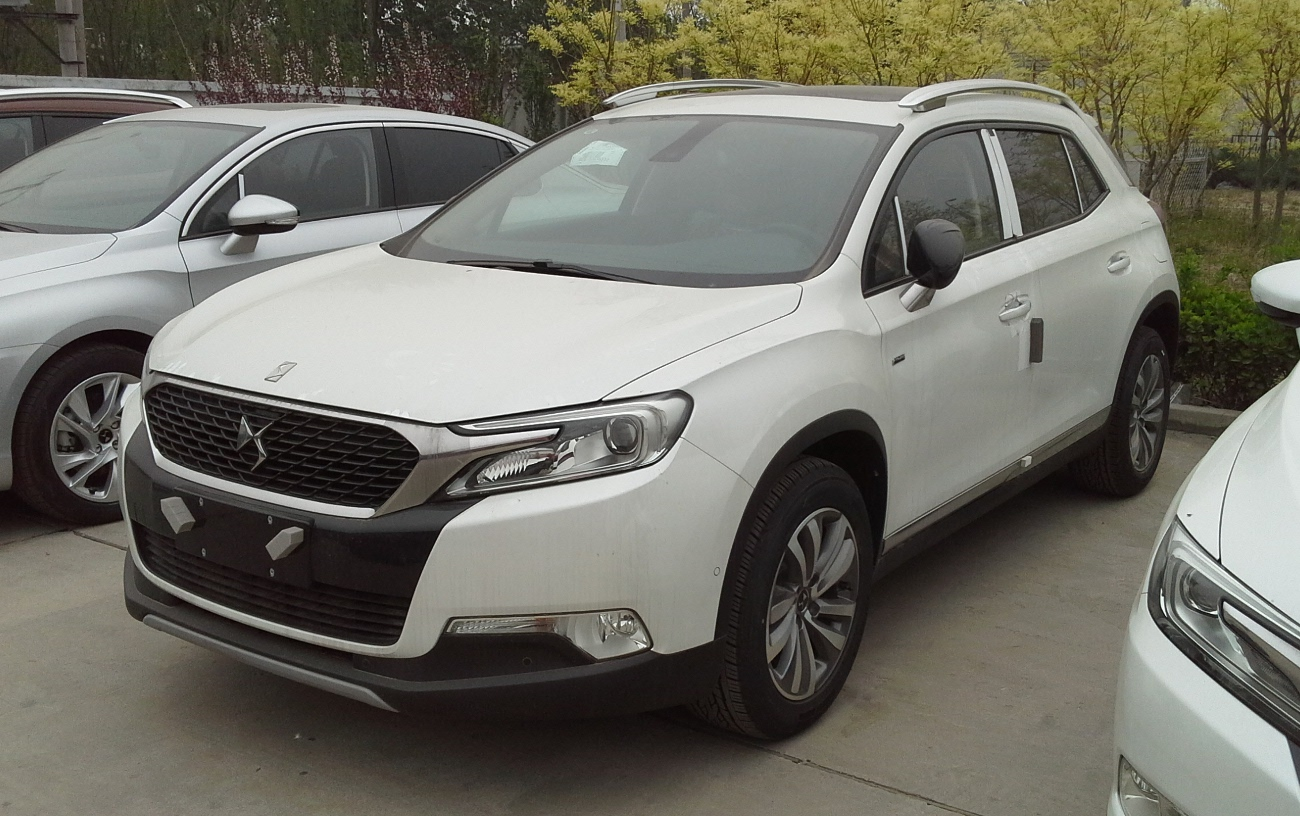
DS 6 WR
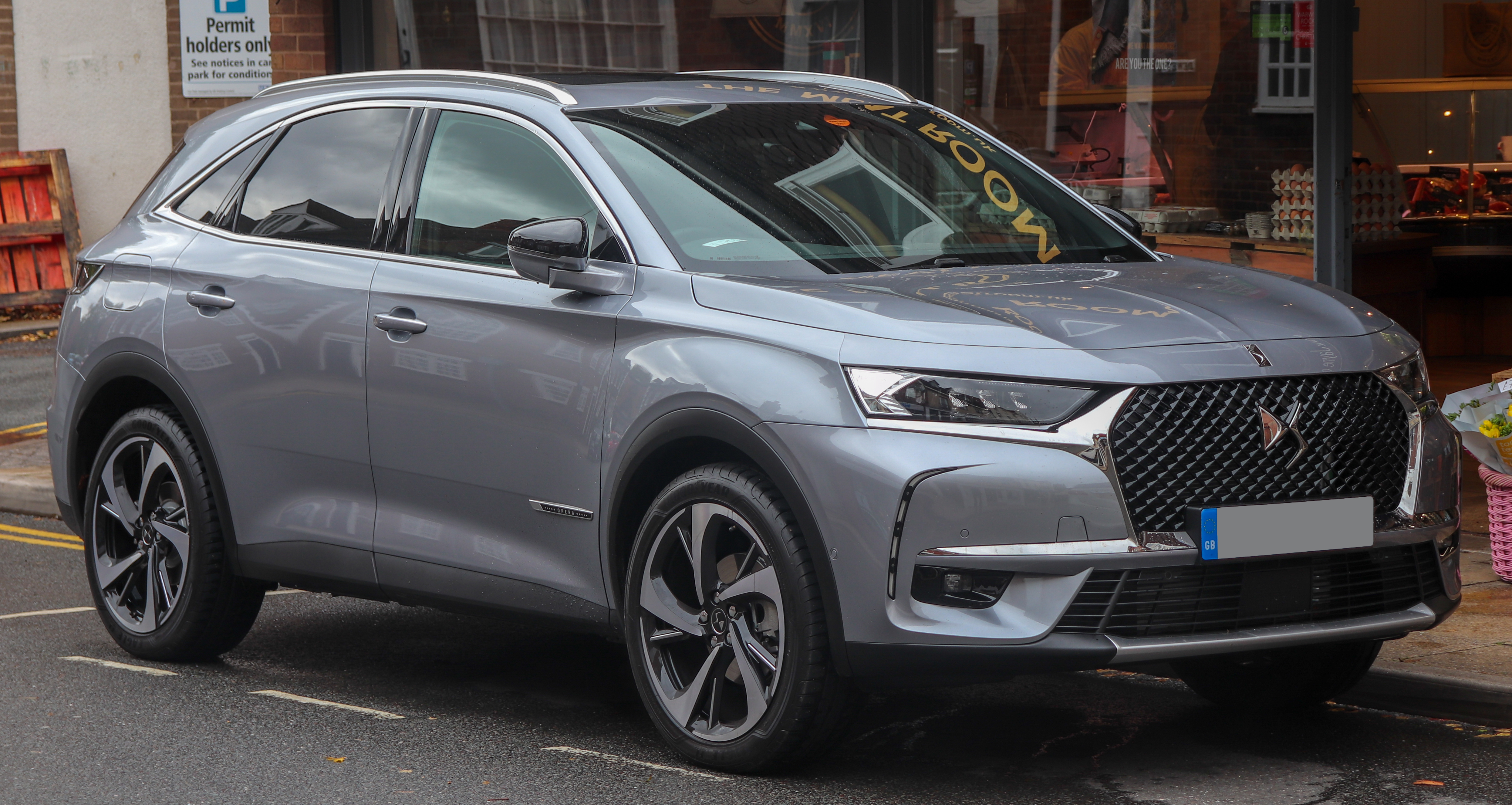
DS7 Crossback
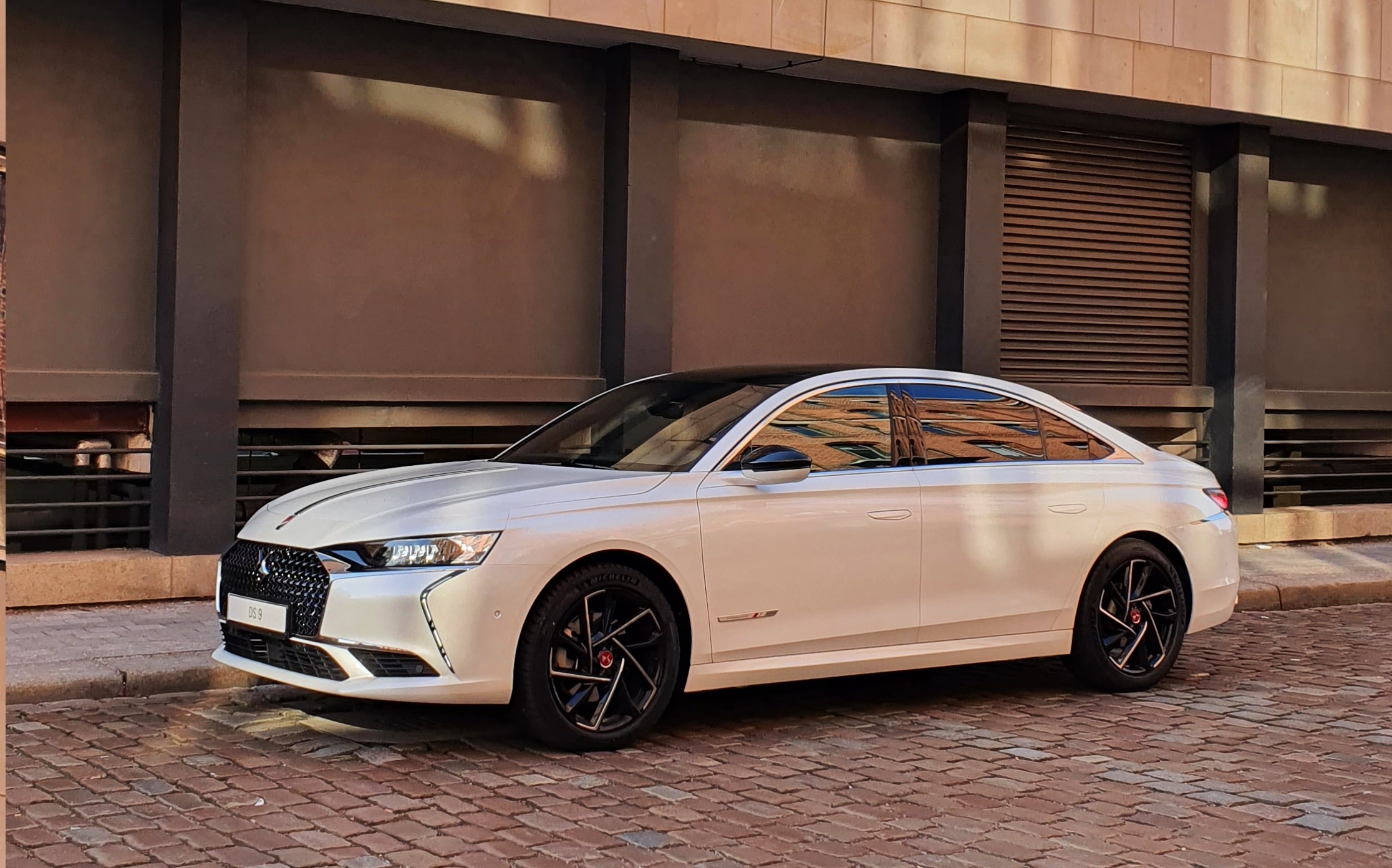
DS9

## Продажі
| рік  | авто    |
| ---- | ------- |
| 2012 | 129,000 |
| 2013 | 122,694 |
| 2014 | 118,472 |
| 2015 | 102,335 |
| 2016 | 85,981  |
| 2017 | 52,860  |
| 2018 | 53,265  |